# Hieracium farreaticeps
Hieracium farreaticeps es una especie de planta con flor del género Hieracium, de la familia Asteraceae, orden Asterales.

## Distribución
Hieracium farreaticeps se distribuye por Noruega y Suecia.

## Taxonomía
Fue descrita científicamente por Dahlst.
Tratamiento taxonómico
La especie aparece registrada y publicada en Svensk Bot. Tidskr.